# Rosa calyptopoda
Rosa calyptopoda är en rosväxtart som beskrevs av Jules Cardot. Rosa calyptopoda ingår i släktet rosor, och familjen rosväxter. Inga underarter finns listade i Catalogue of Life.